# Oostkerke (Diksmuide)
Oostkerke is een polderdorp in de Belgische provincie West-Vlaanderen en een deelgemeente van de stad Diksmuide, het was een zelfstandige gemeente tot aan de gemeentelijke herindeling van 1971. 

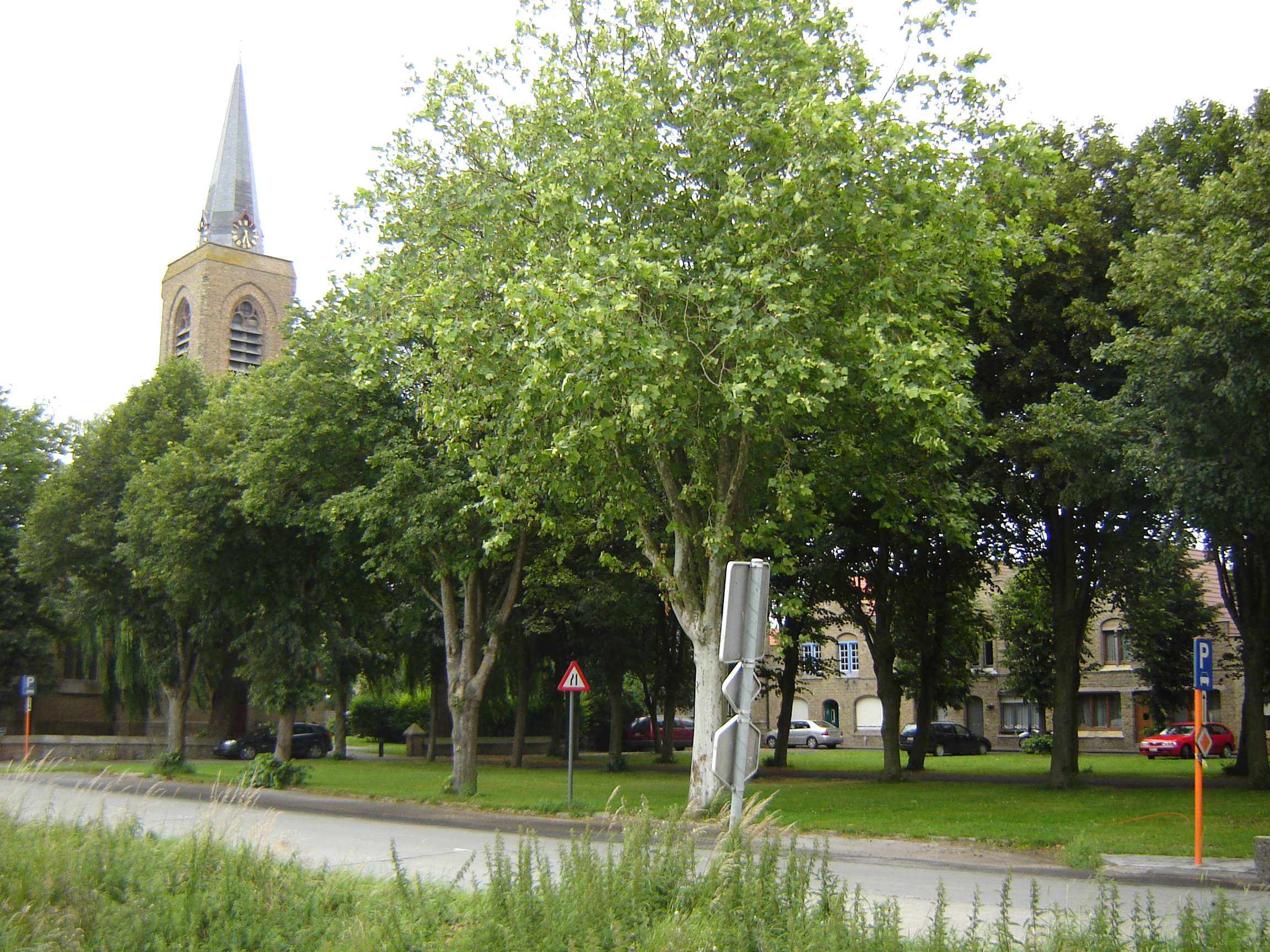
Dorpscentrum rond Sint-Veerleplein

## Geschiedenis
Tot de 13e eeuw stond Oostkerke enkel bekend als Volcravenkinderkerke, waarna ook de naam Oostkerke in zwang kwam, als de kerk ten oosten van de moederparochie van Lampernisse. Tot 1786 werd de oorspronkelijke naam eveneens gehanteerd. Oostkerke behoort tot de Middellandpolders, wat duidt op een 12e-eeuwse oorsprong.
De nazaten van Volcraven van Lampernisse lieten omstreeks 1180 een kapel bouwen. Omstreeks 1244 werd Volcravenkinderkerke een zelfstandige parochie. Deze was afhankelijk van de Abdij van Sint-Bertinus te Sint-Omaars.
De 14e eeuw werd gekenschetst door oorlogsgeweld, uitmondend in de Slag bij Kassel van 1328, waarbij ook 18 Oostkerkenaren sneuvelden. In 1347 en 1349 waren er pestepidemieën. In 1351 was er een periode van droogte, en van 1357-1367 waren er diverse overstromingen. Mogelijk had Oostkerke in 1566 te lijden onder de Beeldenstorm, en in 1584 was Oostkerke, vanwege de godsdienstoorlogen, vrijwel ontvolkt.
Vanaf 1644 kreeg men te maken met de oorlog tussen Spanje en Frankrijk, in 1659 werd de Vrede van de Pyreneeën gesloten en bleef de regio Spaans, maar van 1668 tot 1713 kwam deze aan Frankrijk. Van 1794-1813 was de streek opnieuw bij Frankrijk ingelijfd.
In 1857 werd de Lettenburgstraat met kasseien verhard en in 1858 kreeg Oostkerke een spoorwegstation, dat ook voor goederenvervoer werd gebruikt.
Oorspronkelijke lag de dorpskern ten zuiden van deze weg. Oostkerke werd in de Eerste Wereldoorlog echter compleet verwoest, vanwege de nabijheid van het IJzerfront. Het gehuchtje en herberg Lettenburg ten oosten van het dorpscentrum fungeerde tijdens de oorlog als verband- en evacuatiepost. Omwille van de te hoge saneringskosten werd besloten de dorpskern opnieuw aan te leggen ten noorden van deze weg. Het dorp ligt sindsdien aan de Lampernissestraat/Lettenburgstraat, langs de Oostkerkevaart.
In 1971 werd het verenigd met Pervijze, dat zelf in 1977 bij de fusiegemeente Diksmuide werd gevoegd.

## Bezienswaardigheden

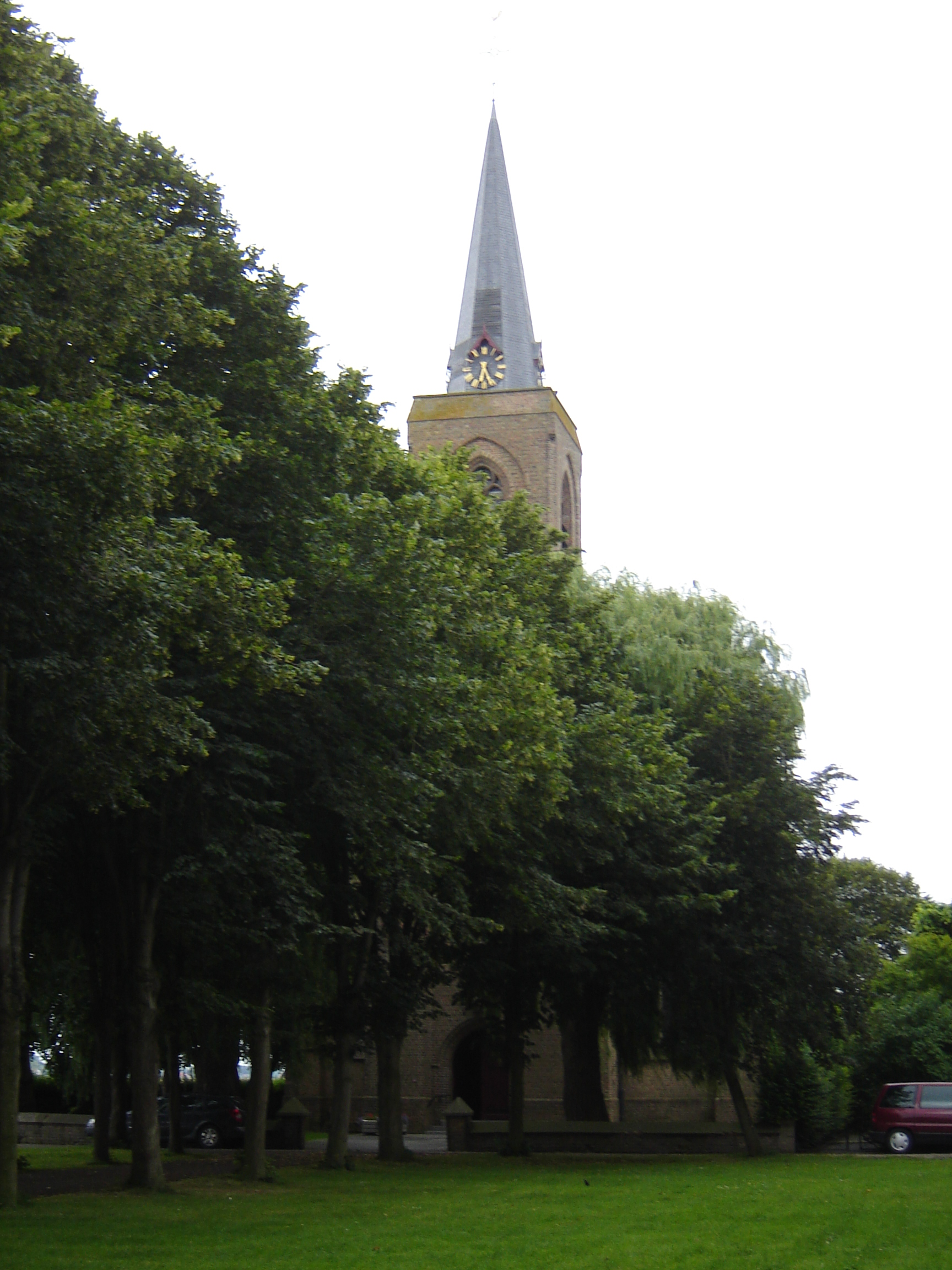
Sint-Veerlekerk

- Het Sint-Veerleplein, een centraal plein, ontstaan bij de wederopbouw van 1921, met historiserende architectuur, in de vorm van bakstenen huizen met trapgevels, naar ontwerp van G. De Rive. Samen met de kerk en de pastorie vormt het plein een beschermd dorpsgezicht.
- De Sint-Veerlekerk van 1921.

## Politiek
Oostkerke had een eigen gemeentebestuur en burgemeester tot de fusie van 1971. Burgemeesters waren:
- 1830-1840 : Augustinus Derudder
- 1840-1854 : Petrus Jacobus Aerlebout (1811-1885)
- 1854-1858 : Petrus Vanhoutte
- 1858-1872 : Constant Vanhuyse
- 1872-1884 : Charles Houtsaegher
- 1884-1895 : Joseph Devriendt (1827-1905)
- 1895-1912 : Cyriel Deceunynck (1861-1912)
- 1912-1938 : Medard Edmond Duchatelez (1862-1947)
- 1939-1970 : Georges Delputte (1898-1983)

## Religieuzen
In Oostkerke waren de volgende kloostergemeenschappen werkzaam:
- 1920-1955: congregatie zusters annunitiaten van Veurne
- 1956-1988: congregatie zusters van de H. Vincentius van Kortemark

## Demografische evolutie
Bronnen: NIS - Opm:1831 t/m 1970=volkstellingen
Deelgemeenten: Beerst · Diksmuide · Esen · Kaaskerke · Keiem · Lampernisse · Leke · Nieuwkapelle · Oostkerke · Oudekapelle · Pervijze · Sint-Jacobskapelle · Stuivekenskerke · Vladslo · Woumen

Belgische gemeenten · Arrondissement Diksmuide · West-Vlaanderen · Vlaanderen